# Khamcha-i (huyện)
Khamcha-i (tiếng Thái: คำชะอี) là một huyện (amphoe) của tỉnh Mukdahan, đông bắc Thái Lan.

## Địa lý
Các huyện giáp ranh (từ phía bắc theo chiều kim đồng hồ) là Dong Luang, Mueang Mukdahan và Nong Sung của tỉnh Mukdahan, Kuchinarai và Khao Wong của tỉnh Kalasin.

## Lịch sử
Tiểu huyện (King Amphoe) được lập ngày 24 tháng 6 năm 1941, khi 6 tambon Khamcha-i, Nong Sung, Ban Song, Ban Kho, Ban Lao và Nong Ian được tách khỏi Mukdahan. Năm 1956, tiểu huyện này đã được nâng cấp thành huyện. Năm 1982, đây là một trong những huyện của tỉnh Mukdahan mới thành lập.

## Administration
Huyện này được chia thành 9 phó huyện (tambon), các đơn vị này lại được chia ra thành 87 làng (muban). Khamcha-i là một thị trấn (thesaban tambon), nằm trên một phần của tambon Nam Thiang. Có 9 Tổ chức hành chính tambon.
| STT | Tên          | Tên tiếng Thái | Số làng | Dân số |  |
| --- | ------------ | -------------- | ------- | ------ |  |
| 3.  | Ban Song     | บ้านซ่ง          | 7       | 4.049  |  |
| 4.  | Khamcha-i    | คำชะอี          | 13      | 6.960  |  |
| 5.  | Nong Ian     | หนองเอี่ยน       | 10      | 5.435  |  |
| 6.  | Ban Kho      | บ้านค้อ          | 11      | 7.174  |  |
| 7.  | Ban Lao      | บ้านเหล่า        | 11      | 5.715  |  |
| 8.  | Phon Ngam    | โพนงาม         | 10      | 5.305  |  |
| 11. | Lao Sang Tho | เหล่าสร้างถ่อ     | 7       | 3.955  |  |
| 12. | Kham Bok     | คำบก           | 6       | 2.521  |  |
| 14. | Nam Thiang   | น้ำเที่ยง         | 12      | 5.873  |  |

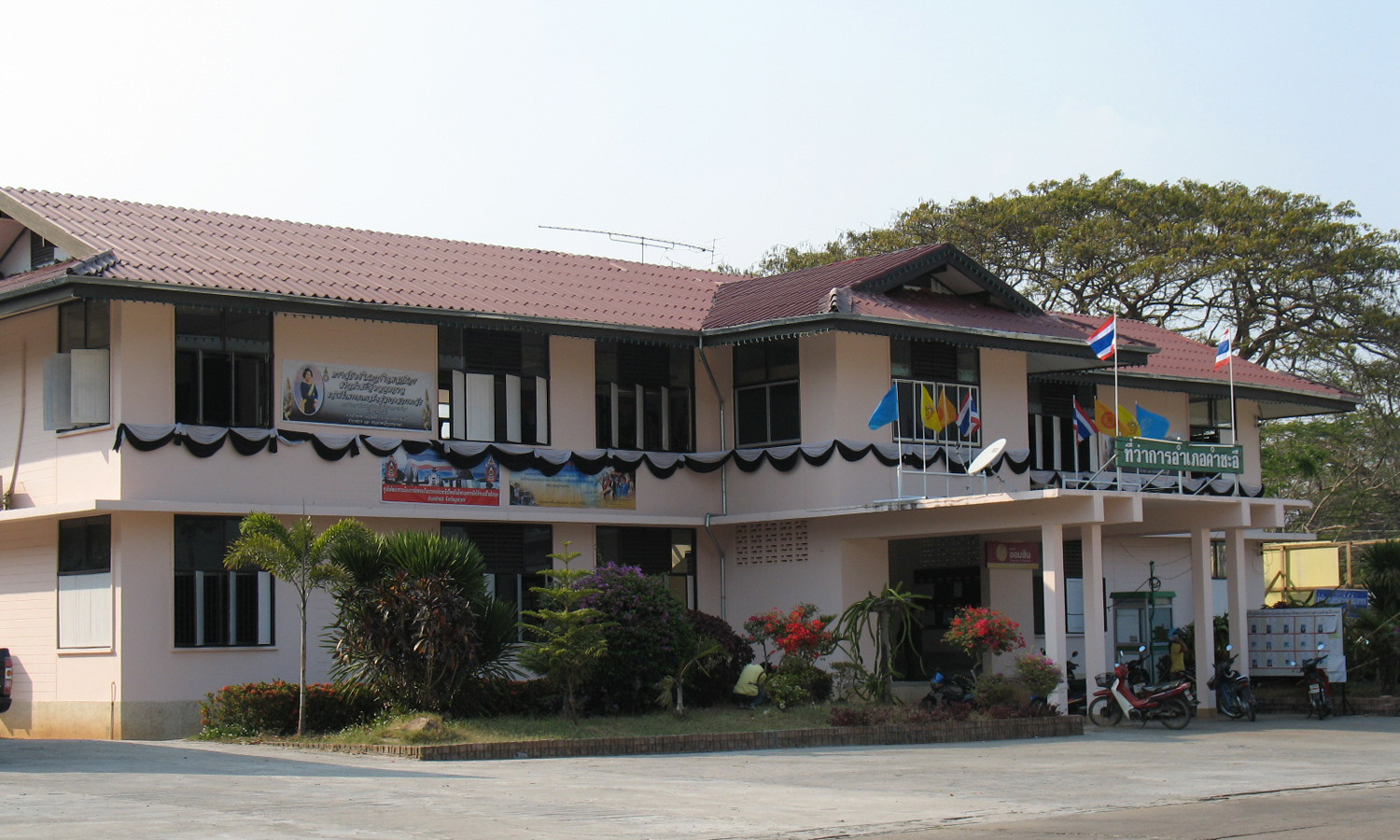
Khamcha-i district office

Các con số mất là tambon nay tạo thành huyện Nong Sung.